# Victory Gardens
Victory Gardens es un borough ubicado en el condado de Morris en el estado estadounidense de Nueva Jersey. En el año 2010 tenía una población de 1,520 habitantes y una densidad poblacional de 3,800 personas por km².. Cerca del 51% de la población total es colombiana o de origen colombiano.

## Geografía
Victory Gardens se encuentra ubicado en las coordenadas 40°52′34″N 74°32′39″O / 40.87611, -74.54417.

## Demografía
Según la Oficina del Censo en 2000 los ingresos medios por hogar en la localidad eran de $44,375 y los ingresos medios por familia eran $43,594. Los hombres tenían unos ingresos medios de $32,841 frente a los $24,875 para las mujeres. La renta per cápita para la localidad era de $20,616. Alrededor del 8.4% de la población estaba por debajo del umbral de pobreza.
En el Censo  de 2000, había 1546 personas, 564 hogares, y 381 familias que residían en el municipio. La densidad de población era de 10 582,6 personas por milla cuadrada (3979,4/km²). Había 588 unidades de cubierta en una densidad media de 4025 personas por milla cuadrada (1513,5/km²). La distribución por razas de la ciudad era 51,36 % blancos, 21,41 % americanos africanos, 0,06 % americanos nativos, 5,43 % asiáticos, 15,27 % de otras razas, y 6,47 % a partir de dos o más razas. Hispano o Latino de cualquier raza era 50.65% de la población.
35,27% de los residentes de Victory Gardens se identificaron como o de ascendencia colombiana en el censo de 2000, el porcentaje más alto de esta población en cualquier municipio en los Estados Unidos.